# Al Had (huyện)
Huyện Al Had là một huyện thuộc tỉnh Lahij, Yemen. Đến thời điểm năm 2003, huyện này có dân số 53159 người